# عيشها بفرحة (مسلسل)
عيشها بفرحة مسلسل مصري طرح في 22 أكتوبر 2023 وهو بطولة الفنانة هبة مجدي وهاني عادل وعدد من نجوم الممثلين.

## القصة
في إطار اجتماعى رومانسى. يتناول العمل قصة يُسر التي تنبض بالحيوية والحب والطاقة الإيجابية لكل من حولها إلا أن الظروف تعاكسها أحياناً، ويكشف لها القدر خيانة أقرب الناس لها وتقرر مواجهاتهم وكشف كذبهم.